# Seminar slovenskega jezika, literature in kulture
Seminar slovenskega jezika, literature in kulture (SSJLK) je prireditev za tuje sloveniste, ki jo organizira Center za slovenščino kot drugi/tuji jezik navadno v prvih tednih julija. 

## Zgodovina
Seminar slovenskega jezika, literature in kulture (SSJLK) je dvotedenska prireditev, ki jo od leta 1965 organizira Oddelek za slovenistiko v prvi polovici meseca julija. Namenjena je tujim slavistom, zlasti slovenistom - univerzitetnim učiteljem, znanstvenim delavcem, študentom pa tudi prevajalcem, raziskovalcem, publicistom ter kulturnim in prosvetnim delavcem iz slovenskega zamejstva. Udeležencev je vsako leto do 130 iz približno 25 držav, za tiste s slabšim predznanjem slovenščine pa poteka intenzivni tečaj jezika že teden dni pred uradnim začetkom prireditve.
Prvi SSJLK je nastal iz spoznanja, da je poznavanje Slovenije in Slovencev v svetu pomanjkljivo, in iz želje, da se slovenističnemu svetu in drugim strokovnjakom posreduje avtentično vedenje o jeziku, literaturi in kulturi ter o nacionalnih problemih Slovencev.

## Opis prireditve
Seminar slovenskega jezika, literature in kulture je poletna prireditev, ki poleg poglabljanja splošnega jezikovnega znanja ponuja premišljen program tečajev, predavanj, delavnic, vaj ter popoldansko-večerne prireditve. S strokovnimi ekskurzijami razširja kulturne zmožnosti udeležencev. Udeležencem je na voljo tudi individualna konverzacija, ki jo izvajajo študenti višjih letnikov slovenistike. Na seminarju sodeluje več kot 20 predavateljev različnih strok ter okoli 15 lektorjev z bogatimi pedagoškimi izkušnjami in strokovnim znanjem.
Tri vrste dela:
- pouk slovenskega jezika v lektoratih,
- predavanje strokovnjakov o slovenskem jeziku, literaturi in kulturi,
- spremljevalni program, ki udeležence seznanja s Slovenijo in Slovenci.

### Lektorati
Število skupin je v skladu s številom udeležencev nenehno naraščalo: od 2 do več kot 10 skupin. 
Na prvih seminarjih so lektorate vodili sami fakultetni učitelji. Med lektorji zdaj prevladujejo specializirani lektorji slovenskega jezika kot tujega, ostala pa je tradicija, da so med njimi asistenti in docenti Oddelka, ki vodijo višje stopnje lektorata z jezikoslovno ali literarnovedno usmerjenostjo.

### Predavanja in posebni tečaji
Vsebinsko jedro seminarja je predavateljski del. Večina predavateljev je članov Oddelka za slovanske jezike in književnosti, Filozofske fakultete in drugih najvišjih znanstvenih in kulturnih institucij, ki raziskujejo v naslovu seminarja zajeta področja - slovenski jezik, kulturo, zgodovino, etnologijo, muzikologijo, itd.
Na izbiro je jutranji tečaj. V sklopu seminarja se odvija tudi Parada mladih, kjer raziskovalni aspiranti predstavijo sveže razkiskovalne rezultate, ki so po možnosti povezani s krovno temo seminarja. 

### Spremljevalni program
Študijska ekskurzija vodi v različne dele Slovenije, tudi v zamejstvo. 
Seminar pripravlja oglede muzejev, galerij, knjižnic, gledaliških in filmskih predstav, glasbenih in literarnih večerov, strokovno vodenih sprehodov po Ljubljani ...

## Udeleženci
Od 25 udeležencev na 1. seminarju leta 1965 je število postopno raslo in še pred 10. seminarjem leta 1974 preseglo število 100. Zanimanje za udeležbo na seminarju je vedno večje. SSJLK je gostil udeležence od vsepovsod - poleg vseh evropskih držav še iz ZDA, Kanade, Argentine, Mehike, Avstralije, Kitajske, Japonske, Izraela, Vietnama, s Tajvana ... Največ udeležencev je iz sosednjih in slovanskih držav, precej jih je po navadi iz Nemčije in Francije. 

## Organiziranje in financiranje
Ministrstvo za šolstvo, znanost in šport, ki prireditev financira, omogoča večini kandidatov udeležbo s štipendijami –- le-te so podeljene v tujih državah preko meddržavnih pogodb in sporazumov, neposredno slovenskim zamejskim organizacijam ali jih posameznikom podeli seminarski odbor.
Prireditve se je možno udeležiti tudi samoplačniško.
Zaradi pandemije COVID-19 je prireditev leta 2020 in 2021 potekala na daljavo. 

## Teme in predsedniki
Prvi seminarji so ponujali sistematične in temeljne informacije o slovenistiki, potem pa so prišle v ospredje bolj specialne in aktualne teme, vedno pa je šlo za predstavitev najnovejših raziskovalnih dosežkov domače znanosti. 
Seznam seminarjev in nekaterih krovnih tem:
- 1. seminar: (Tine Logar) leta 1965
- 2. seminar: (Boris Paternu) leta 1966
- 3. seminar: (Franc Zadravec) leta 1967
- 4. seminar: (Franc Jakopin) leta 1968
- 5. seminar: (Boris Paternu) leta 1969
- 6. seminar: (Franc Zadravec) leta 1970
- 7. seminar: (Jože Toporišič) leta 1971
- 8. seminar: Slovensko Primorje, Rezija (Breda Pogorelec) leta 1972
- 9. seminar: Avstrijska Koroška (Matjaž Kmecl) leta 1973
- 10. seminar: (Tine Logar) leta 1974
- 11. seminar: Narodna individualizacija SJLK v 19. stoletju (Martina Orožen) leta 1975
- 12. seminar: Ivan Cankar (Helga Glušič) leta 1976
- 13. seminar: (Franc Jakopin) leta 1977
- 14. seminar: (Jože Koruza) leta 1978
- 15. seminar: (Breda Pogorelec) leta 1979
- 16. seminar: (Jože Toporišič) leta 1980
- 17. seminar: (Matjaž Kmecl) leta 1981
- 18. seminar: Komično, humor in satira v slovenskem jeziku, literaturi in kulturi (Martina Orožen) leta 1982
- 19. seminar: Vloga zgodovine v slovenskem jeziku, literaturi in kulturi (Helga Glušič) leta 1983
- 20. seminar: 16. stoletje - Ob obletnici Dalmatinove Bibije in Bohoričeve Slovnice (Jože Koruza) leta 1984
- 21. seminar: (Janez Dular) leta 1985
- 22. seminar: Stilistika v slovenskem jeziku, literaturi in kulturi (Ada Vidovič Muha) leta 1986
- 23. seminar: Slovenščina na stičišču jezikov in kultur (Alenka Šivic Dular in Ada Vidovič Muha) leta 1987
- 24. seminar: Družbeno konstituiranje Slovencev kot naroda (Breda Pogorelec) leta 1988
- 25. seminar: Slovenci - skupno in regionalno (Franc Zadravec) leta 1989
- 26. seminar: (Tone Pretnar) leta 1990
- 27. seminar: (Hermina Jug Kranjec) leta 1991
- 28. seminar: Samobitnost v slovenskem jeziku, literaturi in kulturi (Miran Hladnik) leta 1992
- 29. seminar: Zvrstnost v slovenskem jeziku, literaturi in kulturi (Miran Hladnik) leta 1993
- 30. seminar: Razvojni lok 19. stoletja v slovenskem jeziku, literaturi in kulturi (od Kopitarjeve slovnice 1808 do Pleteršnikovega slovensko-nemškega slovarja 1894-96) (Martina Orožen) leta 1994
- 31. seminar: Slovenski jezik, literatura in kultura v sodobnem svetu (ob dosežkih 30-letnega seminarja) (Martina Orožen) leta 1995
- 32. seminar: Slovenski jezik, literatura in kultura in slovenski svet - medsebojni stiki in vplivi (Aleksandra Derganc) leta 1996
- 33. seminar: Ženska v slovenskem jeziku, literaturi in kulturi (Aleksandra Derganc) leta 1997
- 34. seminar: Dežele in mesta v slovenskem jeziku, literaturi in kulturi (Erika Kržišnik) leta 1998
- 35. seminar: Slovenski jezik, literatura in kultura tukaj in zdaj (Erika Kržišnik) leta 1999
- 36. seminar: Čas v slovenskem jeziku, literaturi in kulturi (Irena Orel) leta 2000
- 37. seminar: Osrednje in obrobje v slovenskem jeziku, literaturi in kulturi (Irena Orel) leta 2001
- 38. seminar: Ustvarjalnost Slovencev po svetu (Boža Krakar Vogel) leta 2002
- 39. seminar: SJLK v izobraževanju (Boža Krakar Vogel) leta 2003
- 40. seminar: Moderno v slovenskem jeziku, literaturi in kulturi (Marko Stabej) leta 2004
- 41. seminar: Večkulturnost v slovenskem jeziku, literaturi in kulturi (Marko Stabej) leta 2005
- 42. seminar: Mesto in meščani v slovenskem jeziku, literaturi in kulturi (Irena Novak Popov) leta 2006
- 43. seminar: Stereotipi v slovenskem jeziku, literaturi in kulturi (Irena Novak Popov) leta 2007
- 44. seminar: SJLK in mediji (Mateja Pezdirc Bartol) leta 2008
- 45. seminar: Telo v slovenskem jeziku, literaturi in kulturi (Mateja Pezdirc Bartol) leta 2009
- 46. seminar: Slovanstvo v slovenskem jeziku, literaturi in kulturi (Vera Smole) leta 2010
- 47. seminar: Družina v slovenskem jeziku, literaturi in kulturi (Vera Smole) leta 2011
- 48. seminar: Ideologije v slovenskem jeziku, literaturi in kulturi (Aleksander Bjelčevič) leta 2012
- 49. seminar: Etika v slovenskem jeziku, literaturi in kulturi (Aleksander Bjelčevič) leta 2013
- 50. seminar: Prihodnost v slovenskem jeziku, literaturi in kulturi (Hotimir Tivadar) leta 2014
- 51. seminar: Država in narod v slovenskem jeziku, literaturi in kulturi (Hotimir Tivadar) leta 2015
- 52. seminar: Drugačnost v slovenskem jeziku, literaturi in kulturi (Alojzija Zupan Sosič) leta 2016
- 53. seminar: Ljubezen v slovenskem jeziku, literaturi in kulturi (Alojzija Zupan Sosič) leta 2017
- 54. seminar: 1918 v slovenskem jeziku, literaturi in kulturi (Mojca Smolej) leta 2018
- 55. seminar: 1919 v slovenskem jeziku, literaturi in kulturi (Mojca Smolej) leta 2019
- 56. seminar: SSJLK (na daljavo) (Damjan Huber) leta 2020
- 57. seminar: Ustvarjalke v slovenskem jeziku, literaturi in kulturi  (Zoom) (Alenka Žbogar) leta 2021
- 58. seminar: Branje v slovenskem jeziku, literaturi in kulturi (Alenka Žbogar) leta 2022

Predsednik 1. seminarja je bil Tine Logar (1965, 1974), sledil so mu Boris Paternu (1966, 1969), Franc Zadravec (1967, 1970, 1989), Franc Jakopin (1968, 1977), Jože Toporišič (1971, 1980), Breda Pogorelec (1972, 1979, 1988) Matjaž Kmecl (1973, 1981), Jože Koruza (1978, 1984), Helga Glušič (1976, 1983), Martina Orožen (1975, 1982, 1994, 1995), Janez Dular (1985), Alenka Šivic Dular (1987), Ada Vidovič Muha (1986, 1987), Tone Pretnar (1990), Hermina Jug Kranjec (1991), Miran Hladnik (1992, 1993), Aleksandra Derganc (1996, 1997), Erika Kržišnik (1998, 1999), Irena Orel (2000, 2001), Boža Krakar Vogel (2002, 2003), Marko Stabej (2004, 2005), Irena Novak Popov (2006, 2007), Mateja Pezdirc Bartol (2008, 2009), Vera Smole (2010, 2011), Aleksander Bjelčevič (2012, 2013), Hotimir Tivadar (2014, 2015), Alojzija Zupan Sosič (2016, 2017), Mojca Smolej (2018, 2019), Damjan Huber (2020) in Alenka Žbogar (2021,2022). V zadnjih letih se predsedniki menjajo na 2 leti.